# Юханссон, Карл (футболист, 1998)
Карл Харри Стефан Юханссон (швед. Carl Harry Stefan Johansson; 17 июня 1998 года, Бломстермола, Швеция) — шведский футболист, играющий на позиции полузащитника за клуб «Вернаму».

## Клубная карьера

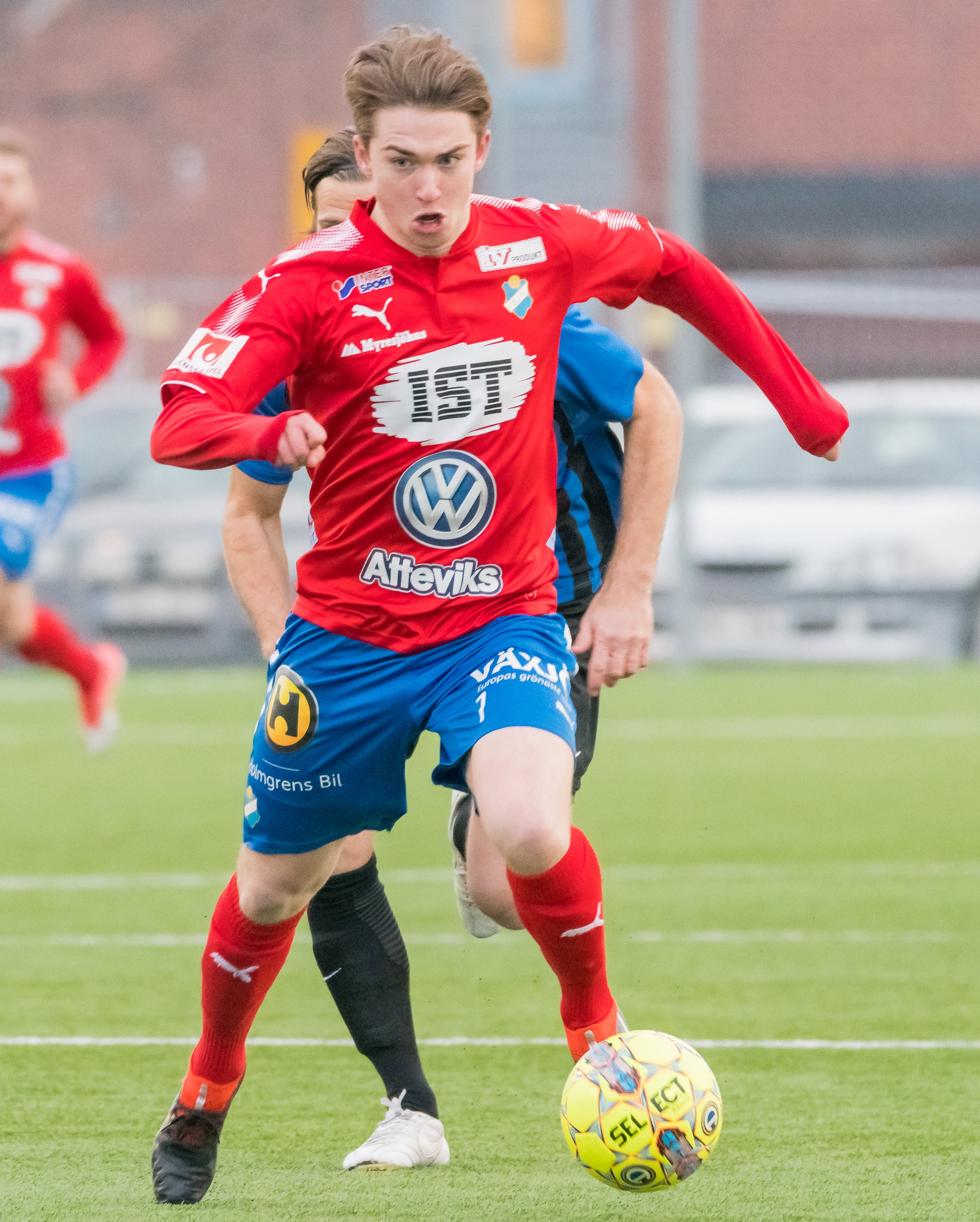
Юханссон в 2018 году в составе «Эстера»»

Карл — воспитанник клуба «Оскарсхамн». В 16 лет дебютировал в первом шведском дивизионе, в поединке против клуба «Эргрюте». За юношей началась охота среди шведских клубов, и больше всего преуспел «Кальмар». В январе 2015 года игрок подписал контракт с клубом, который позже был продлён до 2018 года.
6 апреля 2016 года Карл дебютировал в шведском чемпионате в поединке против «Норрчёпинга», выйдя в стартовом составе и заменённым на 78-й минуте Ламала Абду. Уже через четыре дня, в поединке против «Эльфсборга», Карл забил свой первый мяч в карьере.
6 августа 2021 года подписал двухлетний контракт с нидерландским клубом ВВВ-Венло.
11 августа 2023 года перешёл в шведский «Вернаму», подписав трёхлетний контракт. 22 августа дебютировал за клуб в матче второго раунда Кубка Швеции против «Берга».

## Карьера в сборной
Карл вызывался в юношескую сборную Швеции до 19 лет.